# Jimmy Graham
Pour les articles homonymes, voir Graham.
(en) Statistiques sur pro-football-reference
Jimmy Graham, né le 24 novembre 1986 à Goldsboro (Caroline du Nord), est un sportif professionnel américain de football américain ayant joué au poste de tight end dans la National Football League (NFL) pendant treize saisons (2010-2021, 2023).

## Biographie

### Carrière universitaire
En 2005, il intègre l'université de Miami où il joue jusqu'en 2009 pour l'équipe de basket-ball des Hurricanes. Il ne pratique le football américain qu'au cours de sa dernière année, où il est aligné au poste de tight end. Il réussit 17 réceptions pour un gain de 213 yards et 5 touchdowns.

### Carrière professionnelle

#### Saints de La Nouvelle-Orléans
Bien que son expérience du football américain soit très réduite, il impressionne les recruteurs professionnels par ses qualités athlétiques. Il est finalement sélectionné en 95e choix global lors du troisième tour de la draft 2010 de la NFL par la franchise des Saints de La Nouvelle-Orléans.
Pour sa première saison professionnelle, il est désigné remplaçant du tight end titulaire, Jeremy Shockey. Il ne participe qu'à cinq rencontres, mais gagne en réceptions un total de 356 yards tout en inscrivant 5 touchdowns. En 2011, il est désigné titulaire au poste de tight end et réalise une excellente saison en réussissant 99 réceptions pour un gain total de 1310 yards et 11 touchdowns. Il devient ainsi le premier tight end des Saints à dépasser les 1000 yards en réceptions et ses performances lui permettent d'être sélectionné à son premier Pro Bowl. La saison suivante, ses statistiques sont un peu moins bonnes (982 yards reçus, 9 touchdowns) mais il reste cependant parmi les meilleurs tight ends de la NFL.

#### Seahawks de Seattle
Le 10 mars 2015, Graham et un choix de 4e tour de la draft 2016 sont échangés aux Seahawks contre Max Unger et un choix de premier tour de la même draft,.

#### Packers de Green Bay
Le 16 mars 2018, Graham signe un contrat d'une durée de 3 ans aux Packers pour un montant de 30 millions de dollars,.

#### Bears de Chicago
Graham signe un contrat de deux ans aux Bears de Chicago pour un montant de 16 millions de dollars le 26 mars 2020.

#### Saints de La Nouvelle-Orléans
Le 25 juillet 2023, Graham signe un contrat d'un an avec les Saints après une année 2022 sans jouer.
Avant le deuxième match de préparation contre les Chargers de Los Angeles, Graham est arrêté le 18 août 2023 à Newport Beach (Californie), Soupçonné d'entrave à un policier et d'être sous l'emprise de stupéfiants. Il est révélé plus tard qu'il était désorienté et souffrait d'un malaise, les médecins soupçonnant une crise d'épilepsie. Les charges retenues contre Graham ont été abandonnées et il a pu quitter l'hôpital le lendemain matin.
Le 24 septembre 2023, Graham inscrit son premier touchdown en réception depuis 21 mois à la suite d'une passe de 8 yards du quarterback Derek Carr malgré la défaite 17 à 18 chez les Packers
Graham a célébré ce touchdown en effectuant un Lambeau Leap (saut type Lambeau) au sein de ses anciens supporters de Green Bay. En 2023, Graham a participé à treize rencontres dont deux en tant que titulaire, inscrivant quatre tourchdowns en réceptions.

#### Retraite
N'ayant pas joué en 2024, Graham annonce le 22 juillet 2025 qu'il a décidé de prendre sa retraite du football américain en tant que membre des Saints.